# X Factor 12 Compilation - Gli inediti
X Factor 12 Compilation - Gli inediti è una compilation, pubblicata il 14 dicembre 2018. Raccoglie i brani inediti dei concorrenti della dodicesima edizione di X Factor Italia.

## Tracce
1. Anastasio – La fine del mondo – 3:03
2. Martina Attili – Cherofobia – 2:52
3. BowLand – Don't Stop Me – 3:15
4. Renza Castelli – Cielo inglese – 3:33
5. Sherol Dos Santos – Non ti avevo ma ti ho perso – 3:19
6. Leo Gassmann – Piume – 3:17
7. Luna Melis – Los Angeles – 3:30
8. Naomi Riveccio – Like the Rain (Unpredictable) – 3:25